# D-Company
D-Company — термин, используемый индийскими средствами массовой информации для обозначения членов организованной преступной группы (ОПГ) из Мумбаи, основанной и управляемой Давудом Ибрагимом, индийским криминальным авторитетом, разыскиваемым за наркоторговлю и финансирование терроризма. В 2011 году руководитель D-Company Давуд Ибрагим занял третье место в списке ФБР 10 самых разыскиваемых преступников мира.

## Обзор
В 1970-х годах Давуд Ибрагим основал ОПГ D-Company в Мумбаи. Среди других видных членов ОПГ выделялись: Чхота Шакил, Тайгер Мемон, Якуб Мемон (ассоциированный, казнен в 2015 году) и Абу Салем. D-Company противостоит полиция Мумбаи, а также такие преступные лидеры, как: Чхота Раджан, Эджаз Лакдавала (арестован в Канаде в 2004 году) и Арун Гавли.

## История
В 1970-х годах Давуд Ибрагим работал на местного контрабандиста по имени Басу Дада, который дружил с его отцом, занимающим высокую должность в полиции Мумбаи. Затем, Басу Дада оскорбил отца Давуда, что стало причиной для ссоры между ними. В 1976 году Давуд вместе с семью близкими друзьями и старшим братом Шабиром Ибрагимом напал на Басу Даду и избил его.
После этого инцидента Халид Фелеван (один из компаньонов Басу Дады) убедил Давуда начать свою собственную контрабандную деятельность, что привело к началу формирования D-Company. Давуд и его старший брат Шабир с помощью Халида Фелевана начали заниматься контрабандой, что затем привело к столкновению с ОПГ Патхан (самой влиятельной бандой в Мумбаи того времени). К 1986 году D-Company ликвидировала большую часть руководства ОПГ Патхан, став доминирующей бандой в Мумбаи. В 1993 году члены D-Company были обвинены в организации взрывов в Бомбее, хотя Давуд Ибрагим отрицает какую-либо причастность к этому теракту. В 1997 году член D-Company Абу Салем организовал убийство основателя T-Series и болливудского музыкального продюсера Гулшана Кумара.
В 2011 году индийским спецслужбам удалось связать D-Company с делом о радиодиапазоне 2G через DB Realty и DB Etisalat (ранее Swan Telecom) и Шахидом Балвой. В марте 2011 года были усилены меры безопасности в штаб-квартире Центрального бюро расследований в Дели после того, как было высказано предположение, что D-Company может атаковать здание с целью уничтожить документы, относящиеся к продолжающемуся расследованию дела о радиодиапазоне 2G.
В 2015 году в отчете Конгресса США утверждалось, что D-Company состоит из 5000 членов, действующих в основном в Пакистане, Индии и Объединённых Арабских Эмиратах и имеет стратегические связи с Межведомственной разведкой Пакистана, а также установила контакты с Лашкаре-Тайба и Аль-Каидой. Тем не менее, опубликование доклада не вызвало никаких политических последствий.

## В популярной культуре
Давуд Ибрагим и возглавляемая им ОПГ D-Company были связаны с финансированием киноиндустрии Болливуда. Фильм 2002 года «Расплата за всё» и его продолжение, вышедшее в 2005 году, а также фильмы «Перестрелка в Локандвале» (2007), «Однажды в Мумбаи» (2010) и «Однажды в Мумбаи 2» (2013) в основном основаны на деятельности D-Company. Фильм «Стрельба в Вадале» (2013) основан на восхождении D-Company в преступном мире Индии. D-Company также фигурирует в романе Салмана Рушди 2018 года «Золотой дом», под названием Z-Company.